# Plaza de la Alfalfa
La plaza de la Alfalfa es un espacio público del centro histórico de la ciudad de Sevilla. Constituye la prolongación natural de la calle Alfalfa cuyas coordenadas geográficas son: longitud 5°59'26" Oeste, latitud 37°23'26" Norte.

## Historia
Esta área constituía en época romana el punto de encuentro del cardo maximus que transcurría de norte a sur, desde la actual iglesia de Santa Catalina hasta la calle Abades y el Decumano mayor que transcurría de este a oeste desde la actual iglesia de San Esteban en la calle Águilas hasta la plaza del Salvador. En esta zona se encontraban el foro de la época imperial romana, que comprendía templos, termas, edificaciones públicas y mercados.
Con el transcurrir de los tiempos y hechos históricos en ella sucedidos, los cambios de denominación (que han sido muchos) no han afectado a su nombre popular, pues desde que se recuerda, todo el mundo la ha llamado plaza de la Alfalfa, independientemente del nombre que rezase en el rótulo. No es un caso aislado, otro tanto le ocurre a la muy cercana plaza de Jesús de la Pasión, popularmente conocida por plaza del Pan.
Desde mediados del siglo XIX, exactamente desde el año 1852, en la plaza se instaló un mercado de compra-venta de animales (mercado de la Alfalfa) por mandato del Ayuntamiento de Sevilla con la intención de evitar el peligro que suponía cruzar el puente de barcas para acudir al mismo que antes estaba instalado en el barrio de Triana.